# Paepalanthus argenteus
Paepalanthus argenteus är en gräsväxtart som först beskrevs av August Gustav Heinrich von Bongard, och fick sitt nu gällande namn av Friedrich August Körnicke. Paepalanthus argenteus ingår i släktet Paepalanthus och familjen Eriocaulaceae.

## Underarter
Arten delas in i följande underarter:
- P. a. argenteus
- P. a. elatus